# Philippe Danfrie (le jeune)
Pour son père, voir Philippe Danfrie.
Philippe Danfrie, né à Paris en 1572 et mort dans la même ville le 12 février 1604, est un médailleur français.

## Biographie
En 1582, son père Philippe Danfrie est Graveur général des monnaies.
L'hôtel des Monnaies lui a adjugé le 22 décembre 1592 l'office de contrôleur général des poinçons et effigies des monnaies de France. Un procès a lieu avec Gervais Pilon, fils de Germain Pilon qui avait reçu de Charles IX l'office de contrôleur général des monnaies en 1573. La veuve de Germain Pilon avait demandé la survivance de cet office au profit de son fils aîné Gervais Pilon. La Cour des Monnaies s'y était opposée, mais le roi Henri IV le lui avait accordé le 27 août 1594. Un arrêt du Conseil privé du roi du 27 février 1595 reconnaît à Gervais Pilon la jouissance de l'office de contrôleur général des monnaies sa vie durant seulement sans pouvoir le transmettre. Mais il meurt peu après.
Après le décès de Gervais Pilon, Philippe Danfrie le jeune demande, en avril 1596, à la Cour des Monnaies de lui accorder l'office de contrôleur des poinçons et effigies des monnaies de France. Une enquête de bonnes mœurs et de compétence est diligentée par la Cour. Les témoins entendus confirment que Philippe Danfrie le jeune est un bon catholique et qu'il est compétent. Il est déclaré qu'il a environ 23 ans en 1596.
Philippe Danfrie, le père et le fils, qui ont été tous les deux tailleurs généraux des monnaies de France, ont repris à la fin du XVIe siècle l'art de la céroplastique.
Un Philippe Danfrie est l'inventeur du graphomètre (1597). Le texte de la première page ne précise pas s'il s'agit de Philippe Danfrie l'aîné ou de son fils. Les lettres patentes signées par Henri IV le 5 mars 1606 laissent à penser qu'il s'agit plutôt du père puisque le roi reconnaît qu'il a fait « plusieurs belles inventions de geograffye ».
Henri IV signe les lettres de provision de graveur général des effigies des monnaies de France en faveur de Philippe Danfrie fils, à la suite de la résignation de son père, mais à charge de survivance pour ce dernier, en janvier 1598. Les lettres sont reçues et vérifiées par la Cour des Monnaies le 8 février 1599. Il cumule alors les charges de tailleur général des effigies des monnaies de France et de contrôleur général des poinçons et effigies des monnaies de France.
Il a signé son contrat de mariage avec Marie Maugier, fille de Zacharie Maugier, avocat au Conseil privé du roi, et de Loyse de Chenac, le 22 août 1602.
Il meurt dans les galeries du Louvre le 12 février 1604, d'après Auguste Jal. Son père reprend l'office de contrôleur général des monnaies dont il s'était gardé la survivance avant de le céder peu après à Nicolas Briot.
Le roi a choisi de nommer après la mort de Philippe Danfrie fils deux contrôleurs généraux des effigies des monnaies de France, Jean Pilon, fils de Germain Pilon et frère de Gervais Pilon, et Guillaume Dupré. Comme les précédents contrôleurs généraux, ils ont des difficultés pour être acceptés par la Cour des Monnaies,.